# Шмаринов, Дементий Алексеевич
Деме́нтий Алексе́евич Шма́ринов (29 апреля [12 мая] 1907, Казань — 30 августа 1999, Москва) — советский и российский график, иллюстратор, педагог. Народный художник СССР (1967). Лауреат Ленинской премии (1980) и Сталинской премии второй степени (1943).

## Биография
Дементий Шмаринов родился 29 апреля (12 мая) 1907 года в Казани в семье агронома.
Учился в Киеве в студии Н. А. Прахова (1919—1922) и в Москве в студии живописи и рисунка К. П. Чемко у Д. Н. Кардовского (1923—1928).
Известен в основном как иллюстратор. Автор журнальных и газетных рисунков (с 1923), художник книги в издательствах «Гослитиздат», «Детгиз», «Молодая гвардия» и др. (с 1927), «Искусство» (1941–1945). Его работам присущи реалистическая точность изобразительной интерпретации литературных произведений, убедительность передачи драматических ситуаций и социально-психологических характеристик его героев. В годы войны выполнил ряд политических плакатов и серию станковых рисунков, проникнутых гневной патетикой и повествующих о страданиях и мужестве советского народа в борьбе с врагом.
Руководитель творческой мастерской графики АХ СССР (1962—1966). Профессор.
Автор книги «Годы жизни и работы» (1989)
Академик АХ СССР (1953), член Президиума и академик-секретарь Отделения графики АХ СССР (с 1957). Председатель правления Московской организации Союза художников РСФСР (МОСХ) в 1959—1961, 1966—1968 и 1972—1973 годах. Секретарь правления СХ РСФСР (1960—1963, 1968—1987). Член правления СХ СССР (1957—1987). Член Общества художников книги (1931).
Член-корреспондент Академии искусств ГДР (1970). Член Исполкома Международной ассоциации художников (с 1967), почётный член Союза художников ГДР (1975).
Умер 30 августа 1999 года в Москве; похоронен на Ваганьковском кладбище.

### Семья
- Сын — Алексей Дементьевич Шмаринов (1933—2023), художник.

## Награды и звания
- Заслуженный деятель искусств РСФСР (1945)
- Народный художник РСФСР (1956)
- Народный художник СССР (1967)
- Сталинская премия второй степени (1943) — за серию графических рисунков «Не забудем, не простим!» (1942)[5]
- Ленинская премия (1980) — за иллюстрирование и оформление книг А. С. Пушкина «Повести Белкина», «Дубровский», «Пиковая дама» (1976—1978), Л. Н. Толстого «Война и мир» (1978)
- Премия Президента Российской Федерации в области литературы и искусства (1997)[6]
- Орден Ленина (1987)
- Три ордена Трудового Красного Знамени (1957, 1971 и 1976)
- Орден Дружбы народов (1986)
- Орден «За заслуги перед Отечеством» IV степени (1997)[7]
- Медаль «В ознаменование 100-летия со дня рождения Владимира Ильича Ленина»
- Медаль «За доблестный труд в Великой Отечественной войне 1941—1945 гг.»
- Медаль «Ветеран труда»
- Медаль «В память 800-летия Москвы»
- Медаль «В память 850-летия Москвы»
- Бронзовая медаль Всемирной выставки в Брюсселе (1958)
- Медали Международной выставки искусства книги в Лейпциге (Золотая (1959), Серебряная (1965), диплом (1977))
- Дипломы Всесоюзного конкурса на лучшее издание года (1965, 1973, 1976, 1977, 1978, 1979).

## Творчество
- рисунок «I съезд Советов»
- серия рисунков «Не забудем, не простим!» (1942, уголь, чёрная акварель)
- картина «На отвоёваной земле» (1944—1945, темпера)

### Иллюстрации
- «Преступление и наказание» Ф. М. Достоевского (1935—1936)
- «Жизнь Матвея Кожемякина» М. Горького (1936)
- «Дело Артамоновых» М. Горького (1936)
- «Повести Белкина» А. С. Пушкина (1937)
- «Пётр I» А. Н. Толстого (1940—1945)

- «Герой нашего времени» М. Ю. Лермонтова (1941)
- «Война и мир» Л. Н. Толстого (1953—1955, чёрная акварель)[8]: 61 страничная иллюстрация, несколько двустраничных; 17 иллюстраций-заставок к каждой из  частей романа[9], 15 портретов персонажей романа в динамике и с выраженным душевным состоянием[10]. Этот роман был с детства любимым произведением Д. Шмаринова[11], и он серьёзно готовился к его иллюстрированию: снова и снова перечитывал текст романа[9], изучал замечания Л. Н. Толстого к иллюстратору первых двух томов романа М. С. Башилову[9], изучал оригиналы исторических документов в Эрмитаже, Государственном историческом музее, Военно-артиллерийском музее, Бородинском военно-историческом музее, изучал древнюю мебель из собрания Русского музея[12]. Процесс подготовки каждой иллюстрации состоял из 4 этапов: эскиз (большинство в 1951 году), создание образа персонажа с помощью тщательно подобранных моделей (1952 год), перенос эскиза на кальку (с середины 1952 года), создание оригинала иллюстрации (первые месяцы 1952 и весь 1953 год)[12].
- «Тарас Бульба» Н. В. Гоголя
- «Ромео и Джульетта» У. Шекспира (1959—1960)
- «Двенадцатая ночь» У. Шекспира (1964)
- «Капитанская дочка» А. С. Пушкина (1974)
- «Пиковая дама» А. С. Пушкина (1976)
- «По ком звонит колокол» Э. Хемингуэя (1979)
- к произведениям Н. А. Некрасова «Крестьянские дети»

## Память
- В Москве на доме, где в 1957—1968 годах жил художник (ул. Беговая, 7), установлена мемориальная доска.

## Сочинения
- Шмаринов Д. А. «Война и мир» Л. Н. Толстого в иллюстрациях Д. Шмаринова / Статья Д. Шмаринова, вступ. статья Ю. Халаминского. — М. : Издательство Академии художеств СССР, 1960. — 128 с. — 7000 экз. В этой книге приведено большинство иллюстраций Д. Шмаринова к данному произведению, все они подписаны, и при многих указана иллюстрируемая цитата из романа.
- Шмаринов Д. А. Годы жизни и работы / Д. Шмаринов; [вступ. ст. А. Д. Чегодаева]. — М. : Советский художник, 1989. — 398, [1] с. : ил., цв. ил. — Указ. в: Острой и Семёнова, 2012, с. 516, № 2771. — 10 000 экз. — ISBN 5-269-00158-6.